# Foluke Akinradewo
Foluke Atinuke Akinradewo (ur. 5 października 1987 w Londonie) – urodzona w Kanadzie, amerykańska siatkarka z korzeniami nigeryjskimi, reprezentantka Stanów Zjednoczonych, grająca na pozycji środkowej. 

## Osiągnięcia reprezentacyjne
Puchar Panamerykański:
- 2003
- 2010, 2011

Mistrzostwa Ameryki Północnej, Środkowej i Karaibów Juniorek:
- 2004

Igrzyska Panamerykańskie:
- 2007, 2011

Grand Prix:
- 2010, 2011, 2015
- 2016

Mistrzostwa Ameryki Północnej, Środkowej i Karaibów:
- 2011, 2015

Puchar Świata:
- 2011
- 2015

Igrzyska Olimpijskie:
- 2020
- 2012
- 2016

Mistrzostwa Świata:
- 2014

Puchar Wielkich Mistrzyń:
- 2017

Liga Narodów:
- 2018, 2021

## Osiągnięcia klubowe
Klubowe Mistrzostwa Świata:
- 2012
- 2017

Liga Mistrzyń:
- 2013
- 2014

Mistrzostwo Azerbejdżanu:
- 2013, 2014, 2015

Superpuchar Szwajcarii:
- 2015, 2016

Puchar Szwajcarii:
- 2016, 2017

Mistrzostwo Szwajcarii:
- 2016, 2017

Mistrzostwo Japonii:
- 2018, 2019, 2022[3]

Puchar Cesarza:
- 2018

## Nagrody indywidualne
- 2010: MVP i najlepsza blokująca turnieju finałowego Grand Prix[4]
- 2013: Najlepsza atakująca w finale Mistrzostw Azerbejdżanu
- 2016: Najlepsza środkowa Igrzysk Olimpijskich w Rio de Janeiro
- 2016: Najlepsza środkowa Klubowych Mistrzostw Świata
- 2017: MVP Pucharu Szwajcarii